# 加拿大銀行
加拿大銀行（英語：Bank of Canada）是加拿大的中央銀行，其依據1934年的《加拿大銀行法案》（英語：Bank of Canada Act）而建立。它自身定位为一家非商业银行，不向公众提供银行服务，而是专门负责国家的货币政策制定、法定货币发行、金融机构监管等事务，以維護加拿大經濟與金融系統之稳定；同时也是由财政部全资拥有的国有公司，但不属于政府部门，与加拿大联邦政府其他部门相比具有相当大的独立性。
它的總部設於威靈頓街和渥太華下城區銀行街之間的加拿大銀行大廈。

## 历史

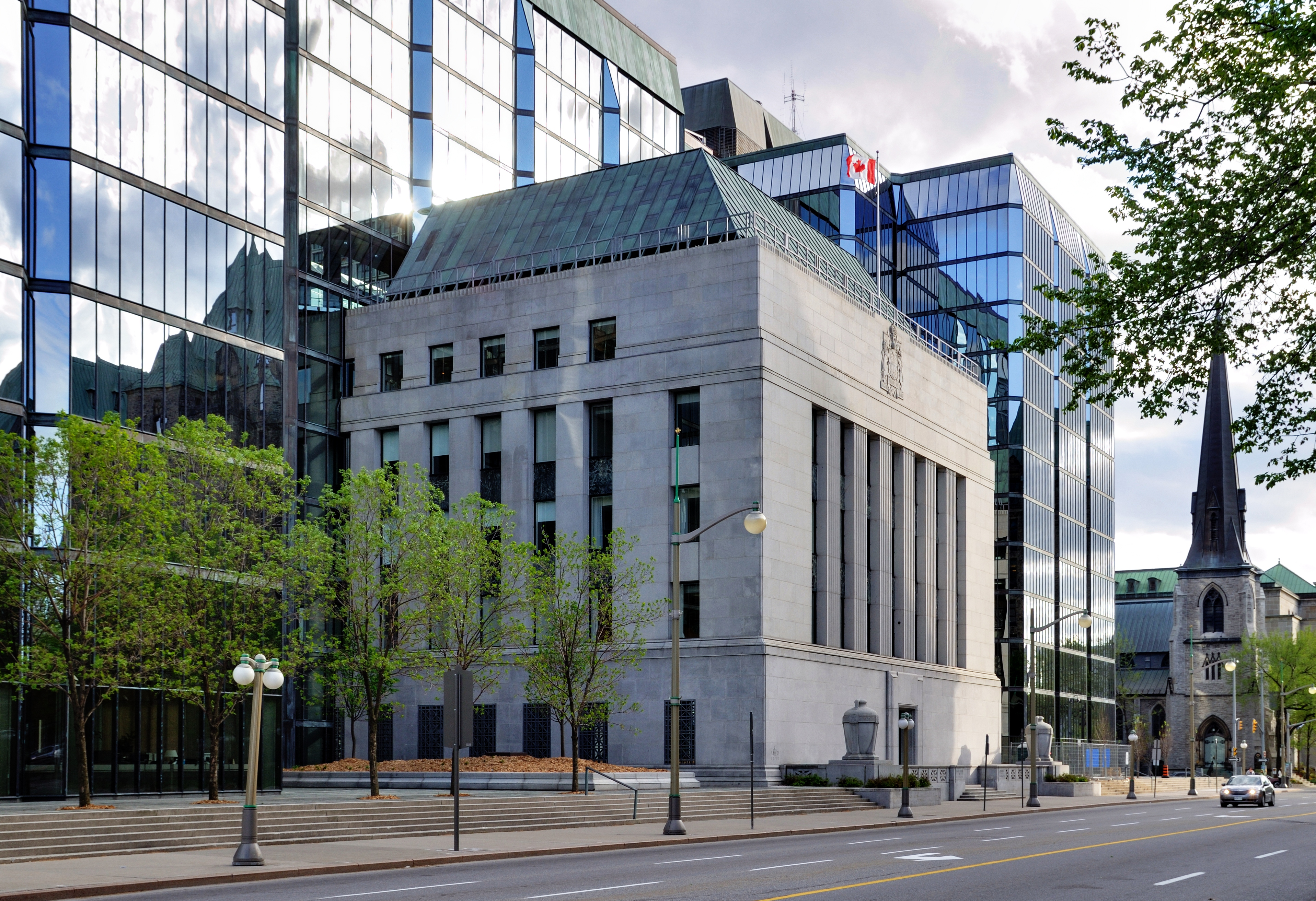
加拿大银行渥太華總部大楼

1913年，国会正式讨论要建立国家银行，当时国会议员麦克莱恩提出议案，建议在国内建立不受政府控制的私人银行来行使国家银行的职权，然而被总理驳回。总理博登回复：“看不到这样的银行有存在的必要”。
20世纪30年代间，大萧条给加拿大经济带来了沉重打击，而当时加拿大主要是分散的农村经济，地方有大量的社区级别商业银行，对于国家银行的建立呼声很小。
30年代初，政治气候发生了变化。全国现有金融结构的滞后，导致国民收入不景气，引发民间批评声浪。1933年，总理贝内特成立了一个皇家委员会，以研究“整体银行、货币体系制度以及支持或反对建立国家银行机构的依据”。随后皇家委员会结果是支持建立国家银行，总理采纳了其建议，而当时的一份附录报告成为了《加拿大银行法》的框架。
1934年7月3日，政府出台《加拿大銀行法》，不久后获御准。1935年3月，加拿大银行正式成立，并敞开了大门，作为一家民营机构，向公众出售股份。但不久，新政府就出台新法案，要将加拿大银行国有化。
1938年，加拿大银行被国有化，至今仍然是如此。但加拿大银行不是政府的下属部门，其运作有较强的独立性。

## 目标
加拿大银行的目标为：增進加拿大總體經濟與金融之福祉。

## 组织结构
加拿大银行下设机构有：董事会、管理委员会和高级管理人员。

### 董事会
董事会提供银行的战略规划，以及关于财务会计事务，风险管理，人力资源等内部政策，全面监督银行的管理和行政。

### 理事会和高级管理人员
理事会是本行的决策机构。它由行长、常务副行长、和四个副行长组成。它负责货币政策，决定旨在促进健全和稳定的金融体系和银行发展的战略方向。

## 历任行长
| 加拿大银行行长 | 加拿大银行行长 | 加拿大银行行长 | 加拿大银行行长    |
| 任次           | 上任时间       | 卸任时间       | 名字              |
| -------------- | -------------- | -------------- | ----------------- |
| 1              | 1934年9月8日   | 1954年12月31日 | 格雷厄姆·托尔斯   |
| 2              | 1955年1月1日   | 1961年7月13日  | 詹姆斯·科因       |
| 3              | 1961年7月      | 1973年2月1日   | 路易斯·拉斯明斯基 |
| 4              | 1973年2月1日   | 1987年2月1日   | 杰拉尔德·鲍伊     |
| 5              | 1987年2月1日   | 1994年2月1日   | 约翰·克劳         |
| 6              | 1994年2月1日   | 2001年1月31日  | 戈登·泰森         |
| 7              | 2001年2月1日   | 2008年1月31日  | 大卫·道奇         |
| 8              | 2008年2月1日   | 2013年6月1日   | 马克·卡尼         |
| 9              | 2013年6月3日   | 2020年6月3日   | 史蒂芬·波洛兹     |
| 10             | 2020年6月3日   | 在职           | 蒂夫·麥克倫       |

## 政策利率
加拿大銀行以隔夜利率目標作為政策利率。
| 日期           | 隔夜利率目標 | 轉變   | 資料來源 |
| -------------- | ------------ | ------ | -------- |
| 2022年3月2日   | 0.50%        | +0.25% |          |
| 2022年4月13日  | 1.00%        | +0.50% |          |
| 2022年6月1日   | 1.50%        | +0.50% |          |
| 2022年7月13日  | 2.50%        | +1.00% |          |
| 2022年9月7日   | 3.25%        | +0.75% |          |
| 2022年10月26日 | 3.75%        | +0.50% | [ 20 ]   |
| 2022年12月7日  | 4.25%        | +0.50% | [ 21 ]   |
| 2023年1月25日  | 4.50%        | +0.25% | [ 22 ]   |
| 2023年6月7日   | 4.75%        | +0.25% | [ 23 ]   |
| 2023年7月12日  | 5.00%        | +0.25% | [ 24 ]   |